# ميتوبيمازين
ميتوبيمازين (الاسم الدولي غير المسجل الملكية، الاسم المعتمد الأمريكي والاسم المعتمد البريطاني)، يُباع تحت الاسم التجاري فوغالين، هو مضاد قيء من مجموعة الفينوثيازين يُستخدم في علاج الغثيان والتقيؤ. ينتشر تسويق المنتج في كل من أوروبا، وكندا وأمريكا الجنوبية. بدءًا من أغسطس 2020، أُعيد توجيه استخدام الميتوبيمازين وأصبح قيد التطوير لاستخدامه في الولايات المتحدة من أجل علاج شلل المعدة.
يمتلك ميتوبيمازين نشاطًا مضادًا للدوبامين، ومضادًا للهستامين ومضادًا للكولين. مع ذلك، يمكن وصفه أيضًا بأنه مناهضة مستقبلات الدوبامين «دي 2» و«دي 3» الانتقائية وذات الفاعلية الدوائية العالية. يُعتقد أن سلوك ميتوبيمازين المناهض لمستقبل «دي 2» كامن وراء تأثيراته المضادة للقيء وتأثيراته المحدثة للحركة الهضمية. يُقال إن هذا الدواء غير قادر على عبور الحاجز الدماغي الدموي بسهولة ما يشير بالتالي إلى امتلاكه انتقائية محيطية، على عكس ميتوكلوبراميد لكن بشكل مشابه لدواء دومبيريدون. على العكس من دومبيريدون، لا يظهر ميتوبيمازين أي تثبيط «إتش إي آر جي» ومن المتوقع بالتالي تميزه بخصائص قلبية وعائية أكثر ملاءمة. على النقيض من ميتوكلوبراميد، لا يتفاعل ميتوبيمازين مع مستقبلات سيروتونين «5 – إتش تي 3» و«5 – إتش تي 4».

## الآثار الضارة
بشكل عام، تشير الدراسات المتعلقة بالغثيان والتقيؤ الناجم عن العلاج الكيميائي إلى فعالية أفضل لجرعات الميتوبيمازين التي تتجاوز الحد المعتمد لحالات الغثيان والتقيؤ الشائعة مع النجاح في البقاء على نفس الدرجة من الأمان والتحمل الدوائي. أشارت العديد من دراسات الفعالية العشوائية مكشوفة التسمية والمعتمدة على العلاج الوهمي، التي شملت تعاطي دواء الميتوبيمازين فمويًا (بدءًا من 7.5 ملغ / يوم لمدة 4 أيام، وصولًا إلى 45 ملغ / يوم لمدة ~7-30 يوم وانتهاءً لما يصل إلى 120 ملغ / يوم لمدة 4 أيام) أو وريديًا (10 ملغ إلى 40 ملغ)، إلى نتيجة مفادها أن ميتوبيمازين دواء آمن وجيد التحمل مع غياب أي تقارير بأحداث سلبية. شملت دراسة مكشوفة التسمية من أجل تحديد الجرعة لدى الأفراد الخاضعين للعلاج الكيميائي إعطاء دواء ميتوبيمازين فمويًا بجرعات 20، أو 30، أو 40، أو 50 أو 60 ملغ كل 4 ساعات لمدة 24 ساعة بهدف تحديد مدى سلامته وتحمله. أظهرت النتائج أن ميتوبيمازين آمن عند جرعة 30 ملغ عند تعاطيه 6 مرات يوميًا (180 ملغ / يوم). وضعت الدراسة حد السمية الدوائية للميتوبيمازين استنادًا إلى الدوخة المعتدلة إلى الشديدة الناجمة عن هبوط الضغط الانتصابي، إذ لُوحظ تطور هذه الآثار ابتداءً من جرعة 40 ملغ كل 4 ساعات لمدة 48 ساعة. كانت الآثار الجانبية الأخرى قليلة العدد وخفيفة الشدة. لُوحظ تطور حدث ضار محتمل خارج السبيل الهرمي وناجم عن الدواء لدى مريض خاضع للعلاج بمجموعة جرعة 60 ملغ كل 4 ساعات أو 360 ملغ يوميًا. في مقارنة عشوائية مزدوجة التعمية بين دواء أوندانسيترون مقابل دمج أوندانسيترون مع ميتوبيمازين كعلاج احترازي مضاد للقيء خلال العلاج الكيميائي القائم على البلاتين، خضع المشاركون في الدراسة للعلاج بدواء الميتوبيمازين وريديًا (تسريب مستمر بمدة 24 ساعة) بجرعة 35 ملغ / متر مربع ثم جرعة 30 ملغ عن طريق الفم (أو بّي) 4 مرات يوميًا (120 ملغ / يوم) لمدة 4 أيام. أظهر مزيج الميتوبيمازين والأوندانسيترون فعالية أكبر من استخدام الأوندانسيترون لوحده، وكانت الآثار الضارة خفيفة ودون فروقات هامة بين مجموعتي العلاج. مع ذلك، حدث انخفاض غير عرضي في ضغط الدم الانتصابي عند خضوع المرضى للعلاج المزدوج المضاد للقيء. في دراسة عشوائية مزدوجة التعمية من أجل تقييم فعالية إعطاء ميتوبيمازين تحت اللسان وسلامته مقارنة باستخدام الأوندانسيترون في حالات القيء متأخر الحدوث الناجم عن العلاج الكيميائي، خضع المرضى للعلاج إما عن طريق تناول 45 ملغ / يوم من الميتوبيمازين (7.5 ملغ × 2 كل 8 ساعات) أو 16 ملغ / يوم من الأوندانسيترون (8 ملغ كل 12 ساعة). أظهرت النتائج أن الميتوبيمازين متشابه مع الأوندانسيترون في فعاليته؛ مع ذلك، تميزت مجموعة الميتوبيمازين بنسبة بمعدل وقوع أقل بشكل ملحوظ لاضطرابات الجهاز الهضمي، وعلى وجه التحديد ألم البطن والإمساك.